# Castell de Les
El Castell de Les, dit també Castell de Pijoèrt és un monument del municipi i vila de Les (Vall d'Aran) declarat bé cultural d'interès nacional.

## Descripció
Donjon bastit damunt la penya Castere que domina la plana de Les, de planta quadrangular, en direcció nord-sud, amb porta elevada al primer pis, que mira a ponent,diverses finestres d'espitllera i troneres (malmeses) enmig d'un recinte definit per una muralla en forma de nau, prominent a llevant que aprofita un talús a ponent. Les característiques de l'aparell (força irregular), el tipus de morter, els angles reforçats amb pedra castellera, a més de les dades històriques, confirmen una cronologia baixa medieval. La muralla hauria estat reforçada en alguns sectos a l'època moderna. En el decurs dels darrers anys els castell de Les ha estat excavat, de manera que han aparegut tres muralles sobrepossades i un forn de calç, als voltants ja s'havia localitzat armament de l'època.
Es conserva una torre quadrada i restes de murs. Residència dels barons de Lés.

## Història
Després de la derrota de Muret (1213) i del tractat de Corbeil (1258) la Val d'Aran amb Les al capdavant restà com única posició occitana que conservaren els reis de la Corona d'Aragó. Notícies retrospectives (1312) reporten que per l'estiu de 1261 Jaume I sojornà en el castell de Les, el senyor del qual donà dinar al rei enarborà damunt la torre la senyera reial. Arran de la invasió francesa, i de la traïció del Senyor Auger de Les, els homes aranesos incendiaren el castell de Les (1238). Els barons de Les jugaren un important paper polític en la defensa d'aquesta frontera, sovint amenaçada per la banda de França. Gràcia de Tolba (1613) informa que el castell de Les llavors inactiu fou destruït en la invasió de 1470/78, bé que també és possible que s'acabés d'enderrocar amb motiu de la Guerra dels Segadors (com volen alguns autors). El llibre de l'arxipreste Boyà destaca l'entrada de l'Armada francesa que cremà l'església i alguna partida de cases (1654)
Fortalesa. documentat el 1283.